# Wega (Unternehmen)
Die Wega Radio GmbH (ursprünglich Württembergische Radio-Gesellschaft mbH) war ein 1923 gegründetes deutsches Unternehmen für Unterhaltungselektronik mit Sitz in Fellbach bei Stuttgart. 1975 wurde der Betrieb von einem Tochterunternehmen der Sony Corporation aufgekauft.

## Geschichte

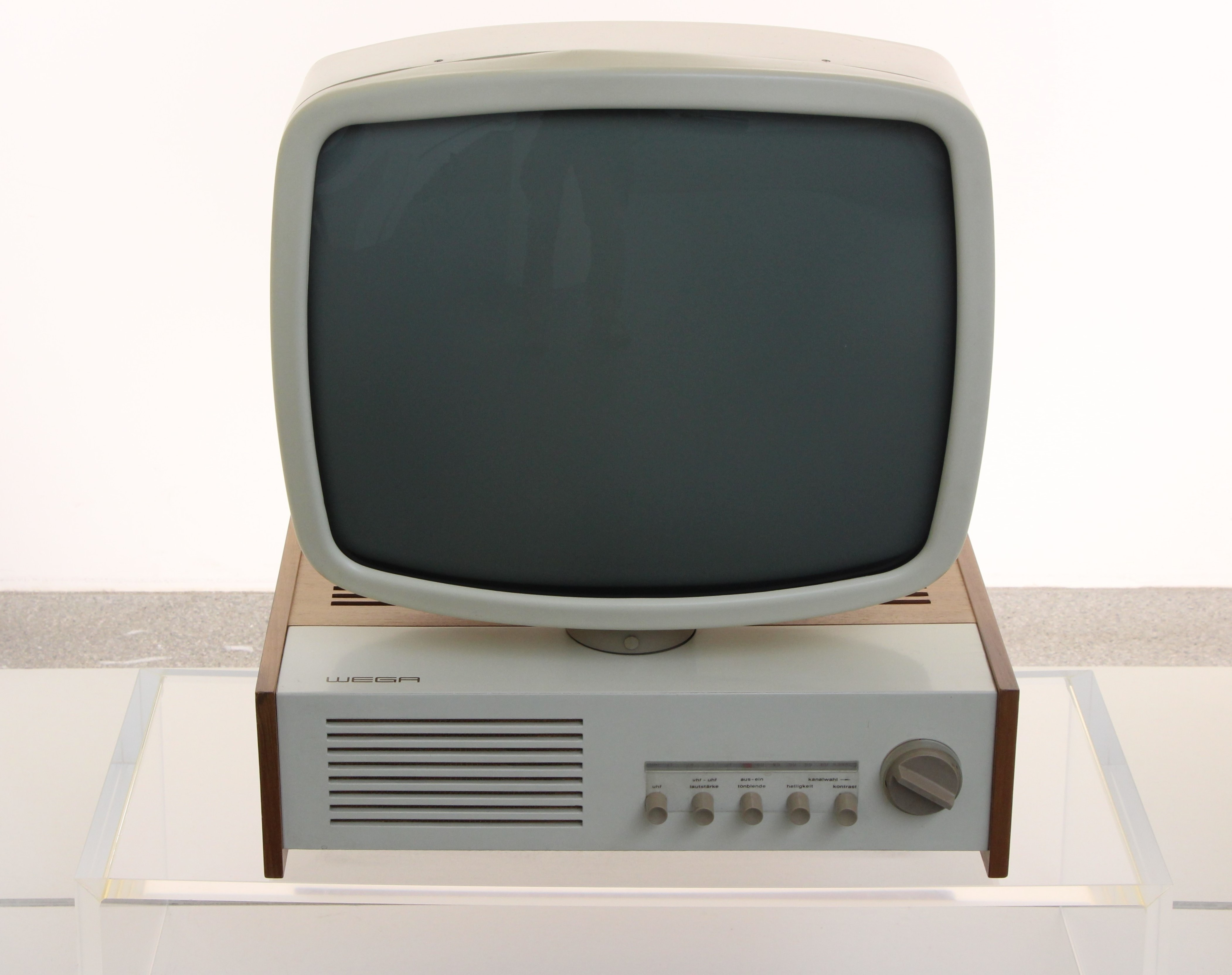
Wegavision 2000, Werksentwurf 1962, Pinakothek der Moderne

Ende 1924 übernahm Hugo Mezger, Inhaber eines Foto- und Radiogeschäfts in Stuttgart, die erst ein Jahr zuvor gegründete Württembergische Radio-Gesellschaft mbH in Stuttgart. Noch im gleichen Jahr wurden die ersten Radioempfänger unter dem Markennamen Wega auf den Markt gebracht. Die Firma selbst wurde erst 1956 in Wega Radio GmbH umbenannt. Ab 1936 produzierte man Wega Superhets. Während der Kriegsjahre wurden neben der Kriegsproduktion auch Exportgeräte produziert.

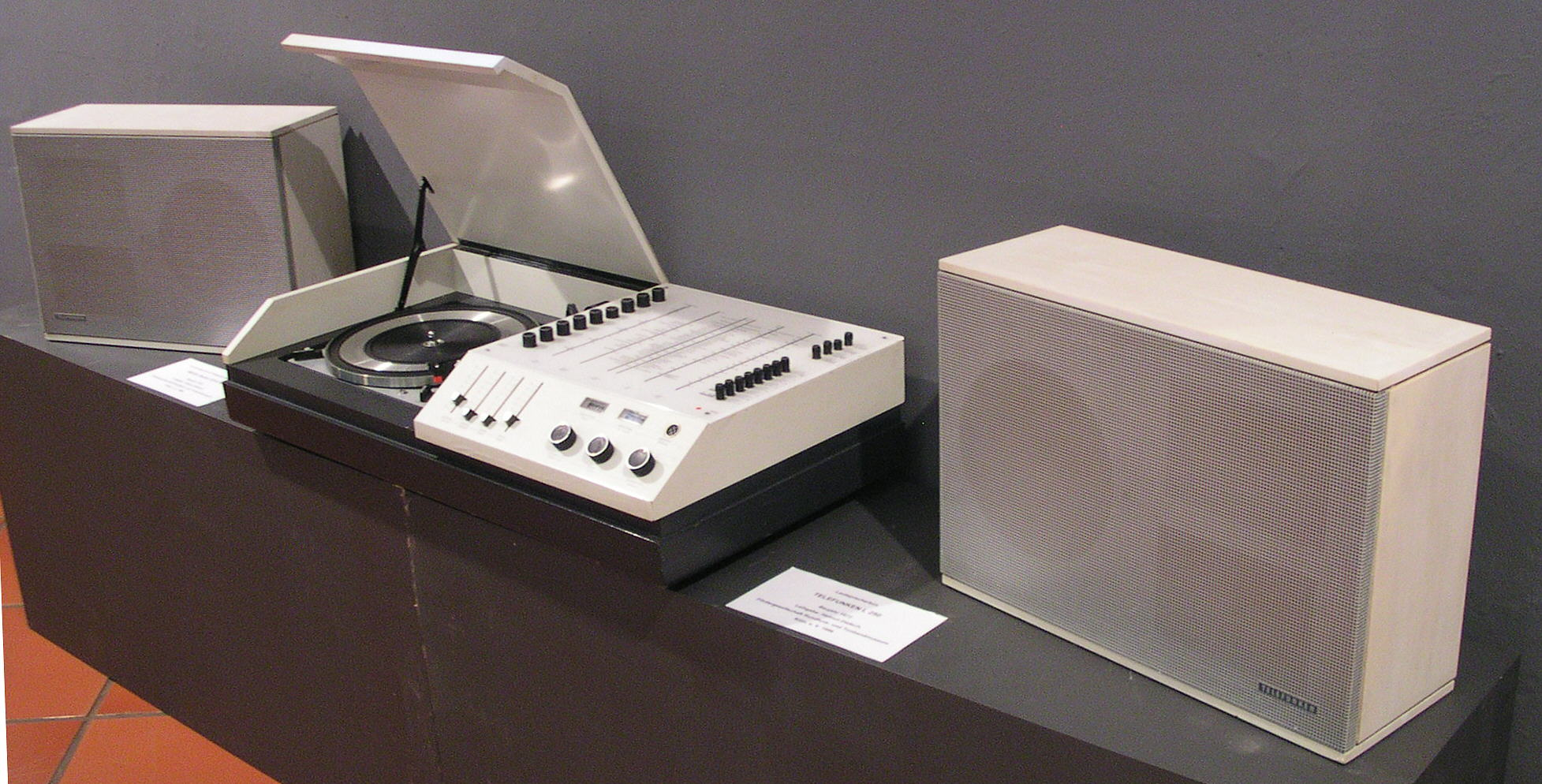
WEGA Studio 3214 HiFi mit Plattenspieler Dual 1218 und Lautsprecher Telefunken L 250, Baujahr 1972

### Nach dem Zweiten Weltkrieg
1946 wurde ein Wega Allstrom-Zweikreisempfänger entwickelt, der circa 15.000 mal gebaut wurde. Dieter Motte, ein Schwiegersohn Mezgers, übernahm die Unternehmungsleitung. Der 1949 gebaute Vierkreis-Allstromsuper Regina war erfolgreich. In den Jahren 1952/1953 bezog Wega einen Neubau in Fellbach. In den 1950er und 1960er Jahren gewann Wega etwas an Bedeutung. Ab 1965 ließ Wega Radiogeräte von externen Designstudios gestalten. Verner Panton entwarf eine würfelähnliche Radio-Plattenspielerkombination, die auch in der Farbe orange erhältlich war, die „Stereobar 3300“ (1969–1971). 1969 beauftragte Wega das gerade gegründete Studio von Hartmut Esslinger mit der Gestaltung der Geräte. Die Zusammenarbeit mit Esslinger Design bestand bis Anfang der 1980er Jahre und brachte eine Reihe außergewöhnlich gestalteter Radiogeräte und Fernsehgeräte hervor. So hatte Wega einige Zeit einen ähnlichen Status wie das in Kronberg im Taunus ansässige Unternehmen Braun, das sich bereits seit 1955 mit Hans Gugelot und später Dieter Rams der Guten Form verschrieben hatte. Die von Hartmut Esslinger gestalteten Geräte waren aber modischer als das streng rationalistische Braun-Design. Der Farbfernseher color 3020 und die Kompaktanlage concept 51k, für die ein spezieller Standfuß verfügbar war, wurden in die ständige Ausstellung des Museum of Modern Art in New York aufgenommen. Etwa 1975 gehörten auch Quadrophonie-Receiver zum Programm.

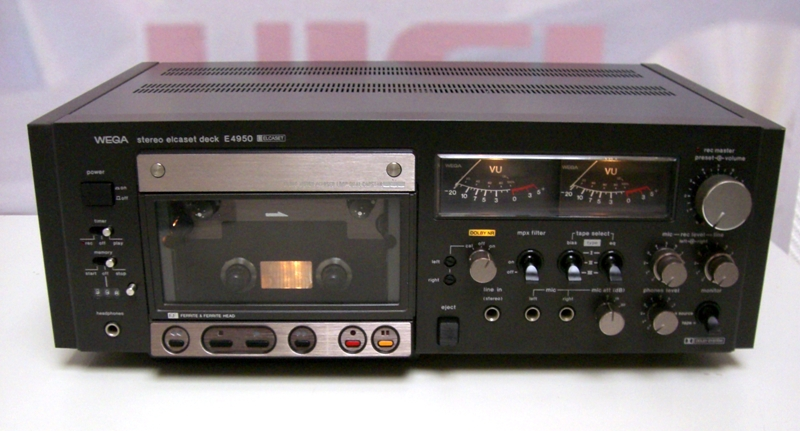
Wega Kassettendeck in dem von Sony mitentwickelten Elcaset-Format (1976–1980)

### Unter Sony

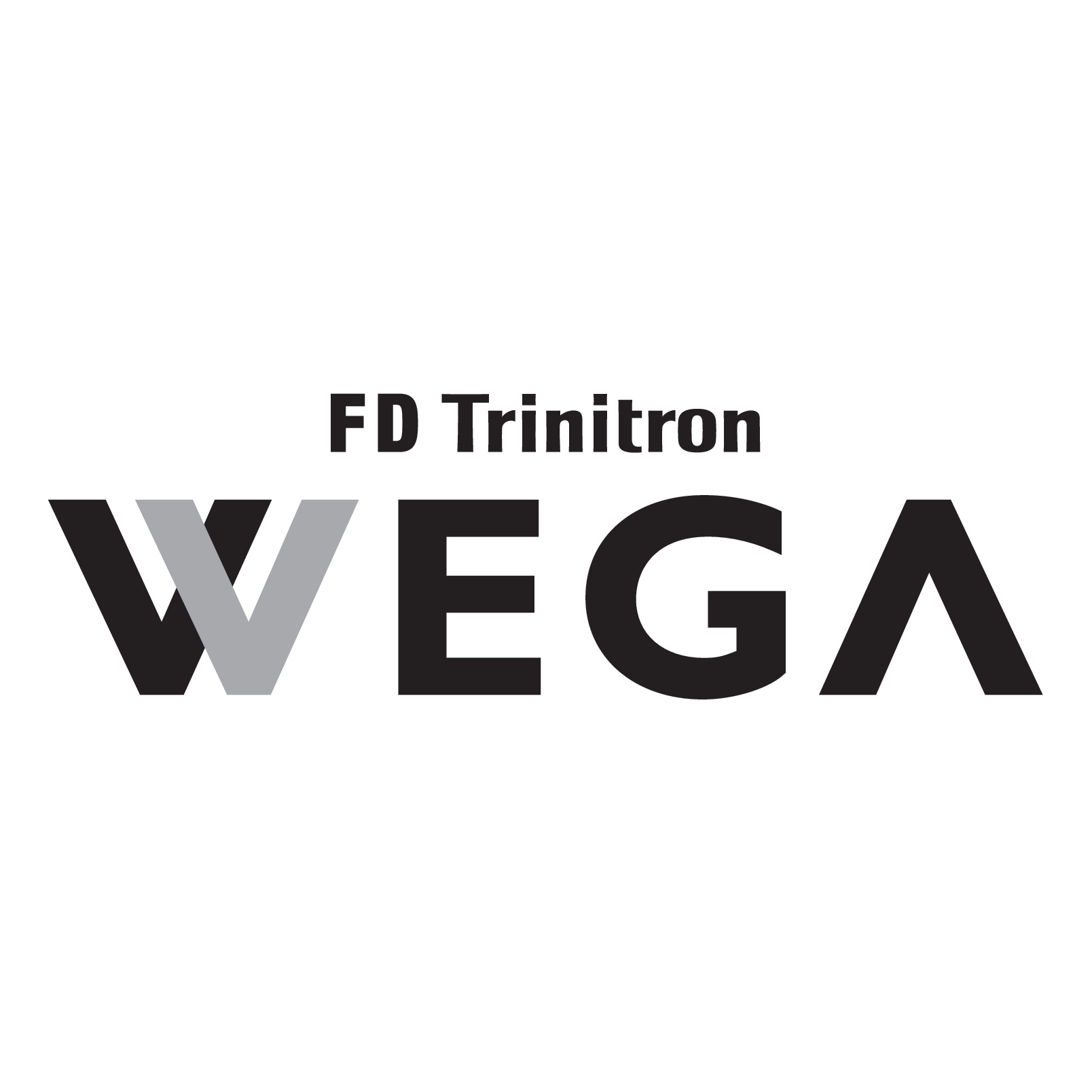
Logo Trinitron WEGA

Logo der Sony Grand WEGA Rückprojektionsgeräte, etwa 2002

1975 kaufte eine Tochtergesellschaft der Sony Corp. Wega. Fortan stammte die Elektronik der Geräte von Sony. 1980 produzierten die 600 im Fellbacher Stammwerk Beschäftigten zur Hälfte Sony-Produkte, vor allem Trinitron-Farbfernseher; die Produktions-GmbH wurde in Sony-Wega umbenannt.
Von 1998 bis 2005 vermarktete Sony Fernsehgeräte, auch in LCD-Technik, und Rückprojektionsgeräte unter der Marke Wega, wobei auch ein Bezug zum Stern Wega, der auch mit Vega bezeichnet wird, hergestellt wurde, siehe auch die Sony-Wega-Logos. 2001 war die FD Trinitron WEGA Serie das meistverkaufte Fernsehermodell in den USA. Bis 2003 wurden weltweit über 40 Millionen Geräte verkauft. Mit der Einführung der LCD-Flachbildschirme Ende 2005 wurde Wega durch BRAVIA ersetzt.